# Pentachaeta bellidiflora
Pentachaeta bellidiflora là một loài thực vật có hoa trong chi Pentachaeta của họ Cúc (Asteraceae). Nó là loài đặc hữu của khu vực vịnh San Francisco của California, Hoa Kỳ. Nó chỉ xuất hiện ở khu vực thấp hơn 620 mét (2.034 ft). P. bellidiflora sống ở khu vực nhiều đá, có cỏ. Tình trạng bảo tồn của loài này, vào năm 1999, là số lượng suy giảm mạnh, với nhiều khu vực sống ngày càng nhỏ và rời rạc. Tên loài bellidiflora nói đến việc hoa của P. bellidiflora có nhiều điểm giống với Bellis. Pentachaeta bellidiflora là hoa dại nhỏ sống hàng năm với rễ cái mãnh. Bề mặt lá nhẵn.